# 八心大市比古神社
八心大市比古神社（やごころおおいちひこじんじゃ）は、富山県黒部市にある神社である。明治時代までは「三島大明神」と呼ばれており、明治時代に現社名となったが、現在でも三島神社と呼ばれている。
大山祇神・少彦名神・軻遇突智神を主祭神とし、合祀神として天照皇大神を祀る。
春祭は5月5日、折年祭は2月20日、秋祭は10月4日、新嘗祭は11月26日。特殊神事として茅輪神事（6月30日）、じじん祭りが存在する（6月25日、祠の周囲に斎竹を立てて歌や踊りで賑わう）。
境内地4,000坪、氏子数1,300万。

## 歴史
創建については諸説あり、孝謙天皇の御代に桜井庄三日市に勧請されたとも、東方の嘉例沢村（現 黒部市嘉例沢）の山頂から御幣が飛んできて三日市に留まり、それを土地の人々が祀ったところ、3体の神像が出現したので「三島大明神」と称して信仰したとも伝わる。延喜式神名帳では小社に列格している。
古くから五穀豊穣、医薬酒造、鎮火の神、一の神として近隣、近在からの信仰が篤い。当時は勅便下向、全幣、神鏡の奉納があり神事も壮厳を極めたという。
「三島大明神」という名の由来については、鎌倉時代に佐野源左衛門が伊豆の三嶋神社を崇敬し、三嶋神社の桜の枝を取り寄せて当社境内の木に接木したことによるという伝承もある。当社の神紋は「桜井桜」と呼ばれる桜の紋である。
元は現在地より北、約500mの地に鎮座していたが、永禄年間（1558年 - 1570年）に長尾氏の兵火により社殿や宝物、古書類を焼失したのを機に、1580年（天正8年）に現在地に遷座した。明治維新の後、鎌倉時代以前の社名『八心大市比古神社』に戻され、1873年（明治6年）8月に下新川地域最初の県社に列格し、1925年（大正14年）6月24日、石田村天神新にある神明社（天照皇大神を祀る）および家々の地神（屋敷神）を合祀した（この際、大欅の下に使を築いている）。1942年（昭和17年）10月25日、木曽帝室御料材払下げの檜を使用した現在の社殿が完成した（遷座は前日の10月24日に行われた）。以降遂次境内の整備、諸設備の充足がなされてきた。
2020年（令和2年）より、社殿の銅板屋根のふき替え工事を実施し、2021年（令和3年）11月に完工した。

## 施設

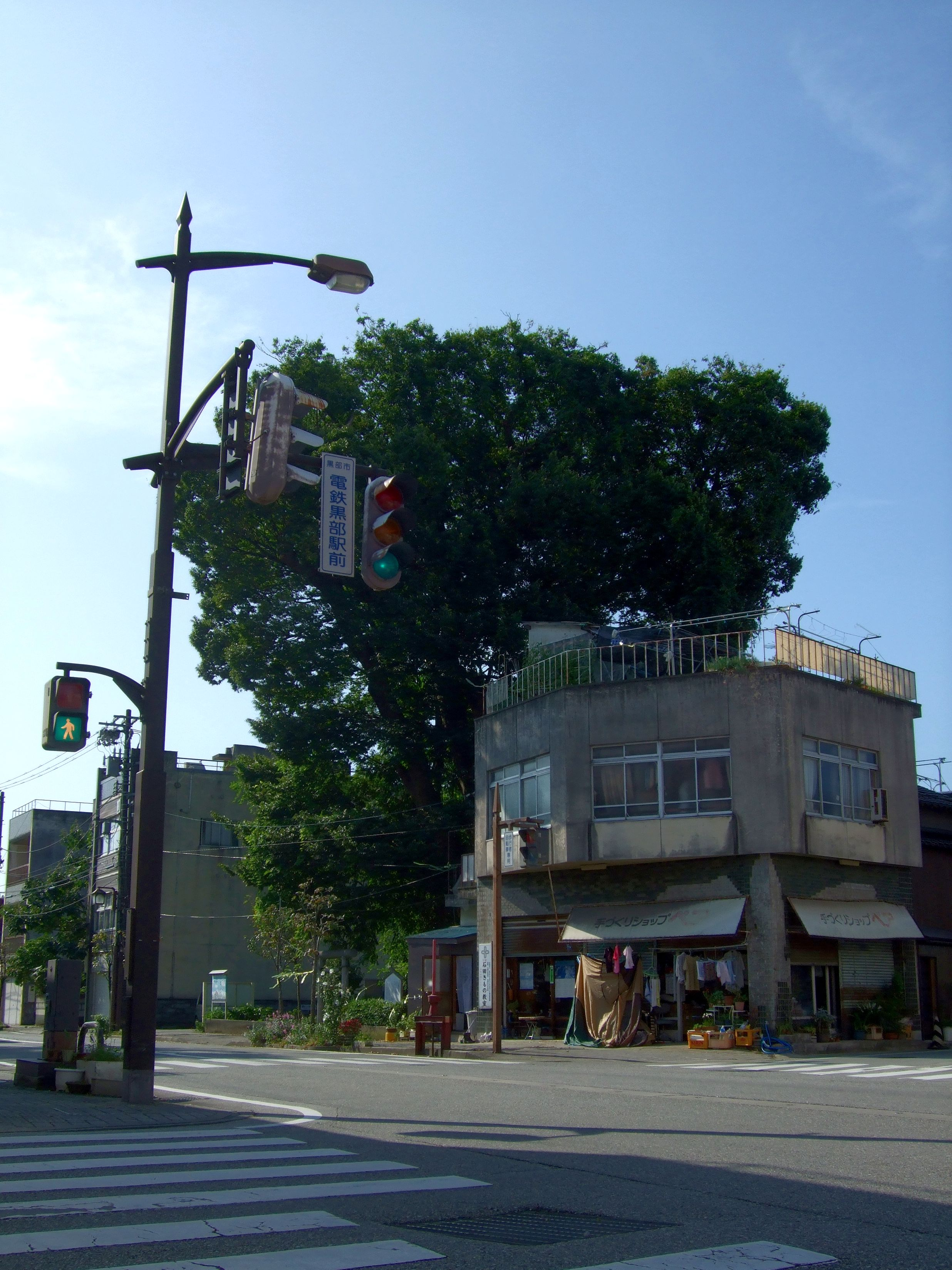
三島の大ケヤキ

境内は1955年7月11日より黒部市指定史跡となっている。飛地境内（かつては広大な境内を有していたが、分断された）にある「桜井の化藤」「三島の大ケヤキ」は市指定の天然記念物である（前者は1965年2月1日、後者は1983年9月28日にそれぞれ指定）。
鶏が神使とされており、近隣の人々は肉、卵も口にしなかったという。また元禄2年（1689年）に奉納された鶏の絵馬が残されている。